# Alberto Roitman
Alberto Roitman (...) è un allenatore di pallavolo argentino.

## Carriera
Inizia la carriera da allenatore al Peretz de villa Lynch, squadra di Buenos Aires, portandolo dalla serie D alla A1 in quattro stagioni.
Successivamente viene ingaggiato dal Ferrocarril Oeste dove allena tutte le squadre del settore giovanile e la prima squadra insieme a Julio Velasco. Dopo la partenza di quest'ultimo per l'Italia diventa l'unico responsabile vincendo due scudetti nel 1982 e 1983.
Dopo una breve esperienza italiana a Campobello di Mazzara in serie A2 torna in Argentina chiamato a ricoprire il ruolo di Commissario Tecnico della Nazionale, che guiderà dal 1984 al 1987 partecipando all'Olimpiade di Los Angeles, prima delle dimissioni a nove mesi da Seul 1988.
Nel 1987 ritorna in Italia ad Agrigento, ma si trasferisce subito a Sciacca dove guiderà la squadra alla promozione.
Dal 1990 al 1992 è l'allenatore dell'Agruvit Belluno con cui vince il campionato di B1, poi, dopo una breve parentesi ad Asti, viene assunto dalla Daytona Modena come responsabile del settore giovanile.
Successivamente ricomincia il pellegrinaggio che lo porta ad allenare in tre stagioni tre squadre diverse(Sedico, Ferrara, Cutrofiano), prima di affrontare un nuovo campionato di serie A1 alla guida del Playa Catania.
Il suo ultimo incarico è a Soliera, dove alla guida della formazione femminile conquista la promozione in serie A2.